# Соснівська сільська рада (Глухівський район)
Сосні́вська сільська́ ра́да — колишній орган місцевого самоврядування у Глухівському районі Сумської області. Адміністративний центр — село Соснівка.

## Загальні відомості
- Населення ради: 904 особи (станом на 2001 рік)

## Населені пункти
Сільській раді підпорядковані населені пункти:
- с. Соснівка
- с. Катеринівка

## Склад ради
Рада складається з 14 депутатів та голови.
- Голова ради: Шестерненко Сергій Іванович
- Секретар ради: Сакунова Людмила Миколаївна

### Керівний склад попередніх скликань
| Прізвище, ім'я, по батькові | Основні відомості                                                         | Дата обрання | Дата звільнення |
| --------------------------- | ------------------------------------------------------------------------- | ------------ | --------------- |
| Горова Зінаїда Михайлівна   | Сільський голова, 1970 року народження, позапартійна                      | 26.03.2006   | 31.10.2010      |
| Буряк Микола Костянтинович  | Сільський голова, 1951 року народження, освіта вища, безпартійний         | 31.10.2010   | 27.05.2012      |
| Шестерненко Сергій Іванович | Сільський голова, 1965 року народження, освіта вища, член Партії регіонів | 27.05.2012   |                 |

Примітка: таблиця складена за даними сайту Верховної Ради України